# Abdul Majeed Waris
Abdul Majeed Waris (en árabe: عبد المجيد واريس; Tamale, Ghana, 19 de septiembre de 1991) es un futbolista ghanés que juega como delantero en el Anorthosis Famagusta de la Primera División de Chipre.
Es musulmán practicante.

## Selección nacional
Ha sido internacional con la selección de fútbol de Ghana en 32 ocasiones y ha convertido 4 goles.

### Participaciones en Copas del Mundo
| Mundial                        | Sede   | Resultado      | Partidos | Goles |
| ------------------------------ | ------ | -------------- | -------- | ----- |
| Copa Mundial de Fútbol de 2014 | Brasil | Fase de grupos | 1        | 0     |

## Clubes
| Club                          | País     | Año       |
| ----------------------------- | -------- | --------- |
| BK Häcken                     | Suecia   | 2010-2012 |
| Spartak Moscú                 | Rusia    | 2013-2014 |
| → Valenciennes F. C. (cedido) | Francia  | 2014      |
| Trabzonspor                   | Turquía  | 2014-2015 |
| F. C. Lorient                 | Francia  | 2015-2018 |
| → F. C. Porto (cedido)        | Portugal | 2018      |
| F. C. Porto                   | Portugal | 2018-2019 |
| → F. C. Nantes (cedido)       | Francia  | 2018-2019 |
| F. C. Porto B                 | Portugal | 2019-2020 |
| → R. C. Estrasburgo (cedido)  | Francia  | 2020      |
| R. C. Estrasburgo             | Francia  | 2020-2022 |
| Anorthosis Famagusta          | Chipre   | 2022-     |

## Palmarés

### Campeonatos nacionales
| Título        | Club        | País     | Año  |
| ------------- | ----------- | -------- | ---- |
| Primeira Liga | F. C. Porto | Portugal | 2018 |

### Distinciones individuales
| Distinción                        | Año  |
| --------------------------------- | ---- |
| Máximo goleador de la Allsvenskan | 2012 |